# 博南薩 (密蘇里州)
博南薩（英語：Bonanza）是位於美國密蘇里州考德威爾縣的非建制地區。

## 歷史
博南薩的郵局於1881年設立，其後於1903年停運。

## 地理
博南薩所處的海拔為高於海平面239米（即784英呎），而該地所採用的時區為UTC-6，即北美中部時區（CST）。同時該地設有夏令時間，為UTC-6調快一小時，即UTC-5（CDT）。